# Turgon
Ovo je članak o J.R.R. Tolkienovu izmišljenom Kralju Vilenjaka. Za kasnijeg Namjesnika Gondora istog imena vidi Turgon (Namjesnik).
U izmišljenom svijetu J. R. R. Tolkiena, Turgon "Mudri" je Vilenjak kralj Noldora, drugi sin Fingolfinov, brat Fingonov, Aredhelov i Argonov, vladar skrivenog grada Gondolina.
Ovo njegovo ime je sindarinski oblik quenijskog imena Turukáno, što vjerojatno znači "hrabri knez".
Iako je početno bio protiv pobune i odlaska Noldora iz Amana, ipak se uputio na putovanje. Pošto je Fëanor sa sinovima otplovio brodovima Telera, s ocem Fingolfinom poveo je svoj narod opasnom zaleđenom prevlakom Helcaraxë. U pohodu je izgubio svoju ženu Elenwë i naselio se u Vinyamaru u Nevrastu.  U novoj naseobini postao je gospodar pomiješanih naroda, Noldora i Sindara.
Dok je s rođakom Finrodom Felagundom putovao duž Siriona, Ulmo im je obojici poslao san da traže skriveno mjesto gdje bi bili sigurni od moći Morgotha. Sljedeće godine Ulmo mu se izravno obratio te ga vodio u dolinu Tumladen u Kružnom gorju, kamo se kasnije Turgon, napuštajući Nevrast, sa svojim narodom preselio, i utemeljio grad Gondolin. Nestanak tolike subraće ponukao je mnoge Vilenjake tražiti Turgonovo "Skriveno kraljevsto".
Turgon i njegov narod dugo su ostali skriveni u Gondolinu. Ipak, Turgon se sa svojom vojskom uljučio u bitku Nírnaeth Arnoediad (Suza nebrojenih). Iako je bitka izgubljena njegov dolazak spriječio je potpunu propast vojska Noldora i njihovih saveznika. Nakon ove bitke i Turgonove odluke da više ne izlazi iz Skrivenog kraljevstva stiže čovjek Tuor pod, davno prorokovanim, Ulmovim vodstvom. Naime, Ulmo je uputio Turgona da u Nevrastu ostavi oklop budućem glasniku. Turgon je svojoj kćeri Idril Celebrindal dopustio da pođe za smrtnika Tuora, ali je zanemario Ulmovo upozorenje jer je još uvijek vjerovao u tajnost njegova grada i budnost njegovih saveznika Orlova koji su grad čuvali od Morgotrhovih uhoda.
Turgon je poginuo braneći Gondolin kad ga je izdao njegov nećak Maeglin, zaljubljen u Idril. Ovom izdajom Gondolin pada, a iz razorenog grada malobrojni pod vodstvom Idril i Tuora uspijevaju umaknuti Morgothovim vojskama. 

## Poveznice
- Pad Gondolina
- Silmarillion